# Luiza Travassos
Luiza Travassos (Rio de Janeiro, 29 de março de 2004), é uma jogadora de futebol brasileira. Travassos está na lista 100 Mulheres da BBC do ano de 2017.

## Biografia
Desde pequena, Luiza jogava futebol e sonhava em ser jogadora profissional, enquanto isso a menina estudava e escrevia em um blog para a emissora ESPN, relatando sobre o seu cotidiano e sua paixão pelo esporte.

## Carreira
Após Luiza convencer os pais a deixarem ela jogar futebol, veio então uma barreira. Na escola em que a jogadora estudava, só tinha turmas de futebol para meninos. Então, aos dez anos, Travassos começou a jogar futebol na praia em um time de meninas mais velhas, na casa dos 20 anos. Após tantos pedidos de Luiza e outras alunas, a escola criou uma turma de futebol feminino.
Aos doze anos, Luiza passou na peneira da PSG Academy, uma escolinha de futebol filiada ao clube frânces. A garota era a única menina entre todos os participantes, passou entre os três melhores e começou a jogar em uma equipe masculina. Na mesma época, ela criou uma página no Facebook e começou a postar sobre o esporte e contar sua rotina nos treinos. Sua página ganhou visibilidade e apenas com 13 anos, Travassos entrou para a lista das 100 Mulheres da BBC na categoria sexismo no esporte.
Sim, sim, é isso mesmo que você leu! Sou uma das 100 mulheres escolhidas no MUNDO INTEIRO e, ao meu lado, estão nada mais nada menos que mulheres como Michele Bachelef (presidente do Chile), Nadia Comaneci (maior ginasta da história) e a astronauta Peggy Annette. E na lista do ano passado estava a Marta, meu ídolo! Vocês tem noção disso? Pois é. Eu não!— Luiza Travassos Escreve Luiza em seu blog na emissora ESPN sobre sua inclusão na lista da BBC.
"O futebol é para todos sem distinção de gênero. Eu jogo como uma menina e sou orgulhosa disso"— Luiza Travassos Fala de Luiza que ganhou destaque na BBC.
Aos quinze anos, Luiza era volante do Fluminense, capitã da equipe sub-16, titular da equipe sub-18 e já possuía três convocações para a seleção brasileira sub-17.